# Ubaldino Peruzzi
Ubaldino Peruzzi, italijanski politik, * 2. april 1822, Firence, † 9. september 1891, Antela.
Peruzzi je med 8. decembrom 1862 in 28. septembrom 1864 bil minister za notranje zadeve Italije.